# Чистилище

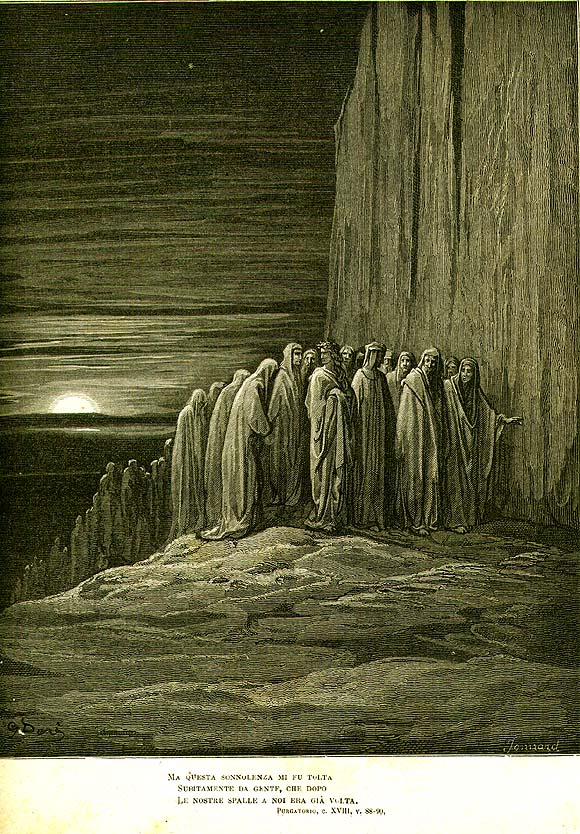
Чистилище. Иллюстрация Гюстава Доре

Чисти́лище (лат. Purgatorium), согласно католическому вероучению, — состояние, в котором пребывают души людей, которые умерли в мире с Богом, но нуждаются в очищении от последствий совершённых при жизни грехов.

## История
Обычай молиться за умерших в христианстве зафиксирован уже во II веке, а служение литургии за умерших — в III веке. В раннем Средневековье Теологумен об очистительном огне был впервые высказан святым Григорием Двоесловом в его «Диалогах». Аналогичные мысли высказывал известный теолог VII века Беда Достопочтенный. Изложение учения о чистилище много позже присутствует в сочинении «Сентенции» Петра Ломбардского (XII в.).
Догмат о чистилище (Purgatorium) был постепенно сформирован в католицизме в XIII—XV веках, в частности, в трудах Фомы Аквинского. Следы первого спора о чистилище между православными и католиками обнаруживаются в 1231 году. Доктринальное рождение чистилища как места фиксируется в папском определении Иннокентия IV от 1254 года. Церковное учение о чистилище формулировалось на II Лионском соборе в 1274 году, но в итоговых постановлениях собора слова «чистилище» ещё нет, и лишь на Ферраро-Флорентийском соборе в 1439 году происходит догматическое закрепление чистилища в католическом богословии. Окончательно же учение о чистилище подтверждено в 1563 году на Тридентском соборе.

## Богословие
Веру в чистилище традиция обнаруживают уже у ветхозаветных евреев. Также это учение всегда принимала Католическая церковь.
Согласно учению Католической церкви о чистилище, крещёный человек, совершивший грех и получивший прощение или совершивший не смертный грех, остающийся неотпущенным, как правило, подвергается «временному» наказанию здесь, после смерти. Человек, умерший добрым христианином, однако отягощённый бременем лёгких грехов, не позволяющих беспрепятственно войти в Царствие Божие, претерпевает временную стадию очищения и лишь затем наследует Небо.
Катехизис Католической церкви говорит:
Те, кто умирает в благодати и дружбе Божией, но не совершенно очищенными, хотя им и обеспечено вечное спасение, после смерти претерпевают очищение, чтобы обрести святость, необходимую для вступления в радость небесную. Церковь называет чистилищем это конечное очищение избранных, совершенно иное, нежели наказание проклятых.
Согласно учению Католической церкви, эта истина подтверждается Священным Писанием:
Сделав же сбор по числу мужей до двух тысяч драхм серебра, он послал в Иерусалим, чтобы принести жертву за грех, и поступил весьма хорошо и благочестно, помышляя о воскресении; ибо, если бы он не надеялся, что павшие в сражении воскреснут, то излишне и напрасно было бы молиться о мёртвых. Но он помышлял, что скончавшимся в благочестии уготована превосходная награда, — какая святая и благочестивая мысль! Посему принёс за умерших умилостивительную жертву, да разрешатся от греха 2Мак. 12:43-45.
Вторая книга Маккавейская является второканонической книгой в католицизме, неканонической книгой в православии и апокрифом в иудаизме и протестантизме.
Поскольку возможно приносить за умерших умилостивительную жертву, это должно означать, что их души не пребывают ни в аду, ни в раю, так как достигшие спасения не нуждаются в молитвах живых, а осуждённым на вечное проклятие такие молитвы не помогут. Таким образом, считается, что души умерших пребывают в таком состоянии, где молитвы ещё могут им помочь «разрешиться от греха».
Апостол Павел в Первом послании к Коринфянам пишет:
Каждого дело обнаружится; ибо день покажет, потому что в огне открывается, и огонь испытает дело каждого, каково оно есть. У кого дело, которое он строил, устоит, тот получит награду. А у кого дело сгорит, тот потерпит урон; впрочем сам спасётся, но так, как бы из огня. 1Кор. 3:13-15
Считается, что с началом Страшного суда чистилище будет упразднено, однако до тех пор грешники остаются в подобном состоянии до полного очищения от всего, что препятствовало им единению с Богом. Живые могут помочь облегчить участь и себе и умершим, принося «умилостивительные жертвы»: благие дела, молитвы (в том числе заказ заупокойных месс), жертвуя индульгенции.
Поскольку люди, проходящие чистилище, умерли в единстве с Церковью и не находились в состоянии смертного греха, продолжая любить и надеяться на Бога, — они непременно окажутся на небесах после того, как завершится их очищение. В современном богословии о чистилище говорится не как о месте, а как о процессе очищения, к которому не применяются земные временные характеристики. Этот процесс современные богословы рассматривают не в терминах наказания за грех или выплаты долга, а в терминах духовного роста.

## Отношение в других мировых религиях и их конфессиях
Протестанты (Лютер и Кальвин) решительно отвергали его (хотя изначально, в 95 тезисах, Лютер ещё сохранял верность ряду католических догматов, в том числе и о чистилище). Согласно протестантскому учению, основанием для этого могут служить тексты Писания «И как человекам положено однажды умереть, а потом суд» (Евр. 9:27) и «Истинно, истинно говорю вам: слушающий слово Моё и верующий в Пославшего Меня имеет жизнь вечную, и на суд не приходит, но перешел от смерти в жизнь» (Ин. 5:24).
Православие признаёт необходимость молитв за умерших, но отрицает существование чистилища. Согласно учению Православной церкви, состояние душ умерших людей — предначинание вечного блаженства или вечных мук. При этом православные христиане считают, что Всемилостивый Бог всё-таки может облегчить вечную участь грешников и даже сделать их сонаследниками Царства Небесного, если за этих грешников будет усердно молиться Церковь и оставшиеся ещё в живых на Земле (их родственники или благочестивые знакомые). Именно поэтому в православных храмах молятся за умерших, поминают их и принимают записки с именами усопших — об упокоении их душ. Сербский старец Фаддей Витовницкий говорил: «Души усопших ждут от нас помощи. Как только кончается телесная жизнь человека, он теряет право молиться за себя, потому что время его покаяния истекло, за него могут молиться перед Богом только другие. Те души, которые упокоились в надежде на воскресение, но пали на мытарствах, ждут молитв святой Церкви и своих сродников о том, чтобы Господь освободил их от мысленных уз и адских свойств, от которых они не смогли освободиться при жизни. Это „промежуточное состояние“ душ западная церковь называет „чистилищем“».
В исламской космологии аналогом католического чистилища считается Араф как пространство между адом и раем.

## Отношение в эзотерических учениях иновых религиозных движениях
В теософии проводятся прямые параллели между чистилищем и кама-локой буддизма.
В некоторых течениях Родноверия существует аналог католического чистилища — Славь (она же Светлая Навь).

## В искусстве
В первые десятилетия XIV века (то есть задолго до того, как чистилище стало католическим догматом) Данте подробно описал структуру чистилища в своей «Божественной комедии».